# Pogoda na miłość
Pogoda na miłość (ang. One Tree Hill) – amerykański serial telewizyjny dla młodzieży. Premiera pierwszego odcinka odbyła się 23 września 2003 w telewizji WB. W Polsce pierwszą emisją zajmuje się TVN Siedem, jednak dopiero wyświetlanie serialu przez ogólnodostępny TVN spopularyzowało go wśród młodzieży. Emisję w Polsce zakończono na 2. sezonie. Obecnie nie jest wyświetlany w polskiej telewizji. W 2012 roku został wyemitowany ostatni 9 sezon serialu na kanale CW.
Pogoda na miłość kręcona jest w plenerach miasta Wilmington w amerykańskim stanie Karolina Północna.

## Opis fabuły

### Seria pierwsza: 2003–2004
- Emisja w TVN: 3 lipca 2007 – 27 lipca 2007

Tree Hill jest małą miejscowością w Północnej Karolinie, mieszka tutaj dwóch braci przyrodnich: Lucas i Nathan Scott, mimo tego, że wychowali się w tym samym mieście, nie mieli nigdy kontaktu z sobą, głównie za sprawą ich ojca, Dana Scotta.
Dan spotykał się w liceum z matką Lucasa – Karen Roe, ale gdy okazało się, że spodziewa się ona dziecka, postanowił nie rezygnować z wymarzonej kariery i porzucić brzemienną dziewczynę. Na uniwersytecie poznał Deb, która również zaszła z nim w ciążę. Tym razem Dan wykazał się odpowiedzialnością i zdecydował się na założenie z nią rodziny. Dzięki majątkowi jaki odziedziczyła był w stanie otworzyć własny salon samochodowy, co umożliwiło im życie na wysokim poziomie. W rażącym kontraście życiową drogę przemierza Lucas z matką. Do sukcesów dochodzą ciężką pracą, pomaga im brat Dana, Keith. Keith kocha Karen, jest ona jego wielką miłością, ze szkolnych lat.Lucas, podobnie jak brat Nathan, dziedziczy talent do koszykówki po ojcu. Chce wstąpić do drużyny, w której gra Nathan. Ten pod naciskiem Dana utrudnia Lucasowi działanie w drużynie. Ojciec nastawia synów przeciw sobie wzniecając chorą rywalizację. Młodszy Scott zaczyna pobierać korepetycje u przyjaciółki Lucasa – Haley. Początkowo chce ją rozkochać w sobie na złość bratu, jednak rodzące się uczucie między dwojgiem jest prawdziwe. Nathan zaczyna zmieniać swoje nastawienie do Lucasa. Następuje metamorfoza i przewartościowanie priorytetów bohatera. Lucas natomiast zaczyna się spotykać z Brooke Davis. Dziewczyna dowiaduje się o namiętności, jaka łączy Lucasa i jej przyjaciółkę – Peyton. Zraniona nieszczerością najbliższych stara się na nich zemścić. Rozgoryczona informuje Lucasa o tym, że jest w ciąży oraz knuje intrygi z negatywną bohaterką Nikki przeciw Peyton. Lucas początkowo nie wiedząc o oszustwie zaczyna rozumieć położenie swojego ojca. Decyduje się wspierać Brooke, cokolwiek nie postanowi. Gdy dowiaduje się, że nie jest ona w ciąży nie ma pretensji o kłamstwo.
Peyton zaprzyjaźnia się z Jakiem Jagielskim, jej rówieśnikiem samotnie wychowującym córeczkę Jenny. Niestety Jake musi uciekać, żeby zachować dziecko przy sobie, bowiem niespodziewanie pojawia się Nikki – matka dziewczynki. Początkowo próbuje odzyskać byłego chłopaka i córkę, jednak gdy to nie skutkuje stara się uzyskać prawa rodzicielskie. Jake zabiera Jenny i opuszcza miasto. Nikt nie może nawiązać z nim kontaktu.
Karen i Deb zaprzyjaźniają się. Podczas gdy Karen pragnie rozwijać praktykę kulinarną i wyjeżdża na kurs gotowania do Włoch Deb zajmuje się jej kawiarnią. Lucas zostaje pod opieką Keitha. Po kilku tygodniach obaj jadą odebrać Karen z lotniska. Po drodze mają wypadek samochodowy, którego świadkiem jest Dan. Bez chwili zastanowienia zawozi ciężko rannego Lucasa do szpitala. Keith nie poniósł dużych obrażeń. Okazuje się, że przed jazdą spożył alkohol. Ilość promili we krwi była dozwolona, jednakże niewiele brakowało by ją przekroczył. Karen traci zaufanie do Keitha, obarcza go winą za wypadek. Keith chcąc się zrehabilitować opłaca leczenie Lucasa, jednak koszty są tak wysokie, że musi sprzedać warsztat samochodowy. Gdy napięta atmosfera między nim a Karen mija, Keith postanawia się oświadczyć. Zostaje odrzucony.
Deb postanawia się rozwieść, jednak Dan się na to nie zgadza. Rozpoczynają walkę o to z kim ma zamieszkać ich syn Nathan. Chłopak jest zmęczony wyciąganiem brudów oraz przekupstwami obu stron. Jeszcze bardziej zbliża się do Haley widząc w niej oparcie w trudnych chwilach.
Pod wpływem chwili Keith i Deb spędzają razem noc. Przypadkowo nakrywa ich Dan. Uderza go widok żony i własnego brata w jednym łóżku. Nie chce go znać. Keith postanawia opuścić Tree Hill. Lucas chce mu towarzyszyć. Gdy idzie się pożegnać z Haley przed wyjazdem dowiaduje się, że ona i Nathan się pobrali. To wydarzenie całkowicie burzy budowany od 17 lat mur między braćmi.
Przed wyjazdem Lucasa Peyton i Brooke dochodzą do porozumienia. Pragną odbudować przyjaźń i nie dopuścić by jakikolwiek chłopak ją zrujnował.
Dan decyduje się podpisać papiery rozwodowe, ale tuż przed tym dostaje rozległego ataku serca.

#### Odcinki serii pierwszej
1. Pilot (23 września 2003)
2. The Places You Have Come to Fear the Most (30 września 2003)
3. Are You True? (7 października 2003)
4. Crash into You (14 października 2003)
5. All That You Can't Leave Behind (21 października 2003)
6. Every Night Is Another Story (28 października 2003)
7. Life in a Glass House (4 listopada 2003)
8. The Search for Something More (11 listopada 2003)
9. With Arms Outstretched (18 listopada 2003)
10. You Gotta Go There to Come Back (20 stycznia 2004)
11. The Living Years (27 stycznia 2004)
12. Crash Course in Polite Conversations (3 lutego 2004)
13. Hanging By A Moment (10 lutego 2004)
14. I Shall Believe (17 lutego 2004)
15. Suddenly Everything Has Changed (24 lutego 2004)
16. The First Cut is the Deepest (2 marca 2004)
17. Spirit in the Night (6 kwietnia 2004)
18. To Wish Impossible Things (13 kwietnia 2004)
19. How Can You Be Sure? (20 kwietnia 2004) – (Jak możesz być pewien?)
20. What Is And What Should Never Be (27 kwietnia 2004)
21. The Leaving Song (4 maja 2004)
22. The Games That Play Us (11 maja 2004)

### Seria druga: 2004–2005
- Emisja w TVN: 28 lipca 2007 – 27 sierpnia 2007

Kiedy Lucas i Keith dowiadują się o ataku serca Dana, wracają do Tree Hill. Okazuje się, że Nathan, Keith i Lucas mogą mieć genetyczną chorobę serca. Dwaj pierwsi poddają się badaniom. Lucas nie chce wiedzieć czy jest chory, bowiem gdyby tak było, nie mógłby grać w koszykówkę. W końcu pod naciskiem rodziny i przyjaciół poddaje się testom. Ku jego rozpaczy okazuje się, że jest chory. Okłamuje matkę i przyjaciół, o jego chorobie wie tylko Dan. Ten zaś postanawia odbudować stosunki z chłopakiem. Postanawia odbudować również kontakty z Keithem i jego nową dziewczyną Jules. Lucas odkrywa, że Dan zatrudnił Jules by sprawić, że Keith zakocha się w niej, a następnie ta złamie mu serce, w zemście za romans Keitha i Deb (Dan w pierwszej serii przyłapał ich razem uprawiających seks). Jules zrywa z Keithem podczas ich ślubu w kościele, a zdradzony mężczyzna opuszcza Tree Hill.
Małżeństwo Nathana i Haley, napotyka na kolejne przeszkody. Jedną z nich jest Chris Keller, muzyk, który przekonuje Haley do zostawienia Nathana i pojechania z nim na trasę koncertową do Los Angeles. Pijany Nathan wraz z Lucasem, siada za kierownicą, niestety po drodze natrafiają na rutynową kontrolę policji, w wyniku czego bracia trafiają za kratki. Dochodzi między nimi do sprzeczki. W końcu uspokajają się. Nathan dowiaduje się od brata o Jules i Danie. Ten zaś wpłaca kaucję za synów i uwalnia ich z aresztu.
Peyton zakłada w mieście nowy klub młodzieżowy o nazwie TRIC, a w tym samym czasie, przez tęsknotę za Jakiem Jagielskim, wpada w uzależnienie od narkotyków. Problem jednak znika, gdy chłopak wraca do miasta. Jake i Peyton zakochują się w sobie i kiedy zbliżają się do siebie w łóżku, Jake odmawia współżycia z dziewczyną. Chłopak jest zmuszony do zostawienia Peyton i Tree Hill kolejny raz, gdy Nikki porywa Jenny i z nią znika.
Brooke związuje się ze swoim sąsiadem, Felixem. Początkowo uprawiają tylko „seks bez zobowiązań”, ale potem rodzi się między nimi prawdziwe uczucie. Dziewczyna kandyduje na przewodniczącą samorządu szkolnego i zostaje wybrana. Gdy dowiaduje się, że Felix zdewastował szkolną szafkę Peyton, zrywa z nim, a sam chłopak przenosi się do szkoły wojskowej.
Związek Anny (siostry Felixa) i Lucasa, kończy się fiaskiem. Dziewczyna jest zdezorientowana na temat swojej seksualności. Przypadkowo całuje Peyton i powoli godzi się z faktem, że jest biseksualna. Dan i Deb godzą się. Lucas dowiaduje się, że Deb pogłębiła uzależnienie od środków przeciwbólowych. Kiedy dowiaduje się, że Nathan został aresztowany za jazdę po pijanemu, postanawia pójść na terapię.
Karen chce pogłębić swoje wiadomości na temat drobnej przedsiębiorczości. Na zajęciach poznaje o wiele młodszego profesora od handlu, Andy’ego Hargrove’a. Wkrótce zostają parą. Pod koniec serii Andy jest zmuszony do powrotu na Nową Zelandię, by zająć się swoją chorą matką. Karen decyduje się wyjechać razem z nim.
Deb mówi Nathanowi, że chce by zaczęli układać sobie życie od nowa z dala od Tree Hill. Lucas daje Deb księgę nielegalnych działalności gospodarczych Dana, które wykrył Andy. Dan szantażem zmusza Deb do oddania mu księgi. Reporterka Ellie przychodzi do domu Peyton, przedstawiając się jako jej matka. Anna wyjeżdża z miasta, Lucas uświadamia sobie, że czuje coś do Brooke. Na minutę przed jej wyjazdem, mówi jej co czuje i całuje ją. Brooke nie jest w stanie nic odpowiedzieć, mówi, że jest jej przykro i wychodzi. Peyton i Lucas zdają sobie sprawę, że będą razem spędzać wakacje.

#### Odcinki serii drugiej
1. The Desperate Kingdom of Love (21 września 2004)
2. The Truth Doesn't Make A Noise (28 września 2004)
3. Near Wild Heaven (5 października 2004)
4. You Can't Always Get What You Want (12 października 2004)
5. I Will Dare (19 października 2004)
6. We Might As Well Be Strangers (26 października 2004)
7. Let the Reigns Go Loose (2 listopada 2004)
8. Truth, Bitter Truth (9 listopada 2004)
9. The Trick Is To Keep Breathing (16 listopada 2004)
10. Don't Take Me for Granted (30 listopada 2004)
11. The Heart Brings You Back (25 stycznia 2005)
12. Between Order and Randomness (1 lutego 2005)
13. The Hero Dies In This One (8 lutego 2005)
14. Quiet Things That No One Ever Knows (15 lutego 2005)
15. Unopened Letters to the World (22 lutego 2005)
16. Somewhere A Clock is Ticking (1 marca 2005)
17. Something I Can Never Have (19 kwietnia 2005)
18. The Lonesome Road (26 kwietnia 2005)
19. I'm Wide Awake, It's Morning (3 maja 2005)
20. Lifetime Piling Up (10 maja 2005)
21. What Could Have Been (17 maja 2005)
22. The Tide That Left and Never Came Back (24 maja 2005)
23. The Leavers Dance (24 maja 2005)

### Seria trzecia: 2005–2006
- Emisja w Polsce: nie emitowano

Lucas i Peyton spędzili lato razem. Haley próbuje odzyskać Nathana, który spędził wakacje na obozie koszykówki, ale chłopak nie jest gotowy zaufać jej raz jeszcze. Peyton próbuje pogodzić się z faktem, że Ellie jest jej biologiczną matką oraz tym, że wkrótce może umrzeć. Lucas próbuje ukryć swoją chorobę przed Karen i trenerem.
Dan decyduje się kandydować na burmistrza miasta, ale jego kampanię komplikują wydarzenia z przeszłości. Dan wygrywa wybory, zaś Deb wyjeżdża z Tree Hill, gdy Lucas mówi jej, że wie o planowanym zabójstwie kobiety na Danie.
Nowa uczennica, Rachel Gatina, próbuje wtrącać się między Lucasa i Brooke. Otwiera "kapsułę czasu" (miała być otwarta w 2055 r.), zakopaną dwa lata temu i upowszechnia jej zawartość w środowisku szkolnym. Uczeń, Jimmy Edwards, tyranizowany i dręczony przez studentów, bierze w szkole zakładników i grozi ich zastrzeleniem. Peyton zostaje postrzelona w nogę. Opiekuje się nią Lucas. Wkrótce dochodzi między nimi do pocałunku. Jimmy decyduje się popełnić samobójstwo. W czasie akcji Dan widzi Keitha, jak klęka nad zwłokami studenta. Bierze pistolet i strzela w kierunku brata, po czym mówi wszystkim, że zabił go Jimmy. Śmierć Keitha dotyka każdego.
Nathan i Haley zaręczają się na nowo. Peyton ma krótki romans z Pete’em Wentzem, a Lucas w końcu przyznaje Karen, że jest chory i nie może już grać w koszykówkę. Dan jest dręczony przez nocne wizje Keitha. Brooke jest oburzona gdy odkrywa, że Peyton wciąż coś czuje do Lucasa. Nathan i Haley biorą ponownie, tym razem oficjalnie ślub. Dan zdaje sobie sprawę, że zamordował swojego brata bez wyraźnej przyczyny. Karen mówi mu, że jest w ciąży, a ten obiecuje jej, że będzie się opiekował nią, i dzieckiem. Brooke robi wszystkim takie same torebki. Lucas znajduje w jednej z nich test ciążowy. Szukając torebki Karen myśli, że to jej test i pyta czy jest w ciąży. Karen odpowiada, że jest ale test nie należy do niej. Okazuje się, że torebka należy do Brooke. Lucas pyta czy jest w ciąży ale ona zaprzecza. Pijana Rachel kradnie limuzynę ślubną Haley i Nathana. Cooper próbuje ją zatrzymać i wsiada. Kłócą się. Rachel chwyta za kierownicę gdy z naprzeciwka nadjeżdżają Haley i Nathan. Limuzyna spada z mostu do rzeki. Kiedy Dan dostaje się do domu, znajduje słowo "Morderca" wymalowane na jego ścianie – ktoś wie co zrobił. Peyton znajduje list w płycie od Ellie okazuje się, że dziewczyna ma przyrodniego brata Dereka.

#### Odcinki serii trzeciej
1. Like You Like an Arsonist (5 października 2005)
2. From the Edge of the Deep Green Sea (12 października 2005)
3. First Day on a Brand New Planet (19 października 2005)
4. An Attempt to Tip The Scales (26 października 2005)
5. A Mulititude of Casualties (2 listopada 2005)
6. Locked Hearts and Hand Grenades (9 listopada 2005)
7. Champagne for My Real Friends, Real Pain for My Sham Friends (16 listopada 2005)
8. The Worst Day Since Yesterday (30 listopada 2005)
9. How a Resurrection Really Feels (7 grudnia 2005)
10. Brave New World (11 stycznia 2006)
11. Return of the Future (18 stycznia 2006)
12. I've Got Dreams to Remember (25 stycznia 2006)
13. The Wind That Blew My Heart Away (1 lutego 2006)
14. All Tomorrow's Parties (8 lutego 2006)
15. Just Watch The Fireworks (15 lutego 2006)
16. With Tired Eyes, Tired Minds, Tired Souls, We Slept (1 marca 2006)
17. Who Will Survive, and What Will Be Left of Them (29 marca 2006)
18. When It Isn't Like It Should Be (5 kwietnia 2006)
19. I Slept With Someone In Fall Out Boy and All I Got Was This Stupid Song Written About Me (12 kwietnia 2006)
20. Everyday Is a Sunday Evening (19 kwietnia 2006)
21. Over the Hills and Far Away (26 kwietnia 2006)
22. The Show Must Go On (3 maja 2006)

### Seria czwarta: 2006–2007
- Emisja w Polsce: nie emitowano

Brooke idzie z Haley do lekarza gdzie potwierdza on ciążę Haley. Dziewczyna prosi o dyskrecję. Deb znowu zaczyna brać tabletki co ma wpływ na jej zachowanie. Powoli kończy się rok szkolny, Brooke rozstaje się z Lucasem, a następnie wprowadza do Rachel. Dziewczyna wrabia Brooke w randkę ze starszym facetem, Nickiem, który okaże się być jej nowym nauczycielem. Rachel mówi Brooke, że nie zda egzaminu matematycznego. Postanawiają razem ukraść test ze szkoły. W szkole nakrywa ich dyrektor, aby mieć alibi, zapisują się do klubu "Czyści Nastolatkowie". W konsekwencji Rachel zostaje niesłusznie wydalona z liceum za kradzież testów, której dopuściła się Brooke. Dziewczyna jest dręczona wyrzutami sumienia. Postanawia się przyznać, że to ona ukradła testy. Dzięki temu Rachel otrzymuje świadectwo ukończenia szkoły.
Nathan zaciąga pożyczkę od lichwiarza, Daunte Jonesa, który mówi, że jedynym sposobem na jej spłacenie jest celowa zła gra w Krajowych Mistrzostwach Koszykówki. Gdy Ravensi w rzeczywistości kończą grę wygrywając, Daunte postanawia potrącić Nathana samochodem. Samochód uderza jednak w Haley i ta niezwłocznie jest odwieziona do szpitala wraz z Lucasem, który miał atak serca, ponieważ nie wziął swojego leku przed grą. Podczas gdy Lucas jest nieprzytomny, ma widzenie Keitha. Chłopak budzi się z poważnymi wątpliwościami, kto zabił wujka. Przez ten czas Dan siedzi w więzieniu, kryjąc Nathana, który pobił na śmierć Daunte, we wściekłości za przejechanie Haley. W rezultacie sekcja zwłok Daunte pokazuje, że ten zginął w wypadku samochodowym, który miał podczas kraksy z Haley, a nie przez pobicie. Dan zostaje zwolniony z więzienia, a Nathan jest niezmiernie uradowany gdy dowiaduje się, że zarówno Haley jak i dziecko mają się dobrze.
Karen zaczyna odkrywać Dana na nowo. Deb odsuwa się od przyjaciół, mimo to Nathan i Haley wprowadzają się do niej. Gdy Brooke dowiaduje się, że Peyton nie przyjdzie na maturalny bal, idzie jej szukać. Okazuje się, że dziewczyna jest od pewnego czasu terroryzowana przez swojego rzekomego przyrodniego brata Dereka. Na koncercie Lucas zdaje sobie sprawę, że studentka, Abby Brown, mogła być świadkiem morderstwa Keitha. Okazuje się, że Dan był jedynym, który w tym momencie mógł zabić Keitha. Dziewczyna wyznaje prawdę o morderstwie Keitha Lucasowi. On mówi to matce. Karen nie wierzy synowi. Chłopak zaś kradnie pistolet Deb i w chwili, kiedy ma postrzelić Dana, Karen mdleje i niezwłocznie jest odwieziona do szpitala z drgawkami porodowymi.
Po cesarskim cięciu, Karen rodzi dziewczynkę, Lily, chociaż jej stan zdrowia jest bardzo niestabilny i nie wiadomo, czy przeżyje. Dan w międzyczasie oddaje się w ręce policji. Nathan i Haley zostają dumnymi rodzicami malutkiego chłopca, którego nazwali James Lucas Scott. Na rodziców chrzestnych wybierają Lucasa i Brooke. Deb nareszcie spełnia się w roli babci. Karen odwiedza Dana,aby powiedzieć mu ile krzywd wyrządził jej i jej rodzinie. Nathan i Lucas postanawiają nigdy więcej nie utrzymywać kontaktów z ojcem.

#### Odcinki serii czwartej
1. The Same Deep Water As You (27 września 2006)
2. Things I Forgot at Birth (4 października 2006)
3. Good News For People Who Love Bad News (11 października 2006)
4. Can't Stop This Thing We've Started (18 października 2006)
5. I Love You But I've Chosen Darkness (25 października 2006)
6. Where Did You Sleep Last Night? (8 listopada 2006)
7. All These Things That I've Done (15 listopada 2006)
8. Nothing Left to Say But Goodbye (22 listopada 2006)
9. Some You Give Away (29 listopada 2006)
10. Songs to Live By and Die By (6 grudnia 2006)
11. Everything In Its Right Place (17 stycznia 2007)
12. Resolve (24 stycznia 2007)
13. Pictures of You (31 stycznia 2007)
14. Sad Songs for Dirty Lovers (7 lutego 2007)
15. Prom Night At Hater High (21 lutego 2007)
16. You Call It Madness But I Call It Love (2 maja 2007)
17. It Gets The Worst At Night (9 maja 2007)
18. The Runway Found (16 maja 2007)
19. Ashes Of Dreams You Let Die (23 maja 2007)
20. The Birth And Death Of The Day (6 czerwca 2007)
21. All Of A Sudden I Miss Everyone (13 czerwca 2007)

### Seria piąta: 2008
- Emisja w Polsce: nie emitowano

Mijają 4 lata. Nathan i Haley wraz ze swoim synem Jamiem mieszkają w Tree Hill, tak samo jak Lucas. Peyton mieszka w Los Angeles i jest asystentką, a Brooke znaną projektanką mody w Nowym Jorku. Pewnego dnia Peyton dochodzi do wniosku, że jej życie jest bez sensu i postanawia po rozmowie z Brooke wrócić do Tree Hill. Mouth szuka nowej pracy jako reporter sportowy, ale słyszy od swojej szefowej, Alice, że nie ma do tego twarzy. Lucas i Skills zostają nowymi trenerami kruków z Tree Hill, a Haley zostaje nową nauczycielką angielskiego w liceum Tree Hill. Nathan po swoim wypadku cały czas pije i rozpacza nad swoimi przegranymi marzeniami. W tym samym czasie Peyton przy pomocy Brooke otwiera własną wytwórnię muzyczną, a Brooke otwiera w Tree Hill swój nowy butik. Mouth wdaje się w romans ze swoją szefową. Do Tree Hill przyjeżdża matka Brooke, Victoria, która każe jej wracać do Nowego Jorku, lecz Brooke się jej sprzeciwia i prosi o szansę by pokazać jej jak dużo się od niej nauczyła. Peyton poznaje nową dziewczynę Lucasa, Lindsey, która nie przypada jej do gustu. Po oficjalnym otwarciu butiku Victoria stwierdza, że ten sklep to największa klapa w historii firmy i każe Brooke zamknąć sklep. Nathan znów zaczyna chodzić. Razem z Haley zatrudniają nianię Carrie. Haley postanawia zostać producentem w wytwórni Peyton. Niania zaczyna flirtować z Nathanem. Szefowa Moutha zostaje zwolniona za sypianie z pracownikami. Ten od nowego szefa dostaje awans na redaktora. Jako pierwszy robi wywiad z Lucasem. Lucas całuje Peyton, jednak po powrocie do domu oświadcza się Lindsey. Haley nakrywa Carrie pod prysznicem z Nathanem i dochodzi do awantury, w wyniku czego Haley zwalnia nianię i wyrzuca Nathana z domu. Jamie ma pretensje do matki, że zwolniła nianię. Po wypadku Jamiego w basenie Haley oświadcza Nathanowi, że chce rozwodu. Brooke zabiera Owena do Nowego Jorku, do swego mieszkania. Okazuje się jednak, że jest w nim Rachel – która właśnie przedawkowała narkotyki. Brooke obiecuje zabrać ją na odwyk, jednak przyjaciółka nie chce być sama. Brooke zabiera ją więc do Tree Hill, jednak po rozmowie z Victorią załamana Rachel ucieka. Wszyscy przygotowują się do ślubu Lindsey i Lucasa. Wraca Karen z Andym i Lily. Podczas ślubu Lindsey uświadamia sobie, że nowa książka Luke'a nie jest o niej tylko o Peyton i wybiega z kościoła. W międzyczasie na ślubie pojawia się Carrie i porywa Jamiego. Jednak przed kościołem czeka Dan, który wyszedł z więzienia na zwolnienie warunkowe i jedzie za porywaczką. Po nieudanym ślubie Haley odkrywa, że Jamie zniknął i rozpoczynają się poszukiwania. Wszyscy są przekonani, że porywaczem jest Dan. Jednak wieczorem Dan przywozi do domu chłopca odebranego Carrie. W 13. odcinku Haley i Nathan odbywają terapię małżeńską i znów mieszkają razem. Nową nianią Jamiego zostaje Deb, matka Nathana. Lucas pragnie powrotu Lindsey. Brooke dostaje pod opiekę malutką dziewczynkę, która ma mieć w Tree Hill operację serca. Owen przerażony odpowiedzialnością, wysyła Chase'a z wiadomością, że potrzebuje niezależności i się wycofuje. Quentin musi nosić gips i nie może grać przez jakiś czas – jest wściekły na trenerów. Millicent wprowadza się do Moutha i mówi mu, że jest dziewicą. Dan postanawia naprawić swoje życie. Zjawia się na urodzinach Jamiego, ale Deb nie pozwala mu wejść. Zostawia prezent – pierwszą koszulkę koszykarską Nathana. Później mówi Nathanowi, że zostało mu 6 miesięcy życia, jeśli nie otrzyma przeszczepu serca. Na przyjęcie Jamiego przyjeżdża Lindsey, zabiera resztę rzeczy z mieszkania Lucasa i zwraca mu klucz. Quentin wraca do drużyny dzięki rozmowie z Nathanem, zawiera również z nim umowę, że jeśli Nathan powróci do gry, on da z siebie wszystko na meczach. Angie przechodzi udaną operację. Jamie robi kartkę z podziękowaniami dla dziadka Dana, jednak Haley ją wyrzuca. Jamie znajduje wyrzuconą przez Haley laurkę dla dziadka i sam mu ją wręcza. Lindsey kłamie Lucasowi, że spotyka się z kimś. Pijany Luke mówi Peyton, że jej nienawidzi i że żałuje, że wróciła do Tree Hill. Dan dowiaduje się, że jest drugi w kolejce do przeszczepu i odwiedza człowieka, który jest przed nim, jednak mimo chęci powstrzymuje się od zabicia go. Jednak człowiek ten w końcu sam umiera. Szczęśliwy Dan wpada pod samochód pod szpitalem. Nathan wraca do gry. Mały Jamie pokonuje strach przed wodą. Mouth odchodzi z pracy. Deb ma romans ze Skillsem. Haley pisze nową piosenkę, Lindsey mówi Lucasowi, że skończyła jego książkę i że powinni się pożegnać. Brooke musi oddać małą Angie. Lucas przeprasza Peyton, a ona mówi mu jeszcze raz o swoich uczuciach. Lindsey dzwoni do Lucasa i mówi, że za nim tęskni. Lucas postanawia wyjechać. Siedząc na lotnisku wykonuje telefon i proponuje komuś ślub w Las Vegas w ten sam dzień. Nie wiadomo do kogo dzwoni. W tym samym czasie Peyton, Brooke i Lindsey odbierają swoje telefony.

#### Odcinki serii piątej
1. Four Years, Six Months And Two Days (8 stycznia 2008)
2. Racing Like A Pro (8 stycznia 2008)
3. My Way Home Is Through You (15 stycznia 2008)
4. It's Alright Ma I'm Only Bleeding(22 stycznia 2008)
5. I Forgot To Remember To Forget (29 stycznia 2008)
6. Don't Dream It's Over (5 lutego 2008)
7. In Da Club (12 lutego 2008)
8. Please, Please, Please Let Me Get What I Want (19 lutego 2008)
9. For Tonight You're Only Here To Know (26 lutego 2008)
10. Running To Stand Still (4 marca 2008)
11. You're Gonna Need Someone On Your Side (11 marca 2008)
12. Hundred (18 marca 2008)
13. Echoes, Silence, Patience and Grace (14 kwietnia 2008)
14. What Do You Go Home To (21 kwietnia 2008)
15. Life Is Short (28 kwietnia 2008)
16. Cryin' Won't Help You Now (5 maja 2008)
17. Hate is Safer Than Love (12 maja 2008)
18. What Comes After the Blues (19 maja 2008)

### Seria szósta: 2008–2009
- Emisja w Polsce: nie emitowano

Lucas zaprasza Peyton do Las Vegas i pragnie się z nią pobrać. Peyton zgadza się, ale plany ze ślubem się troszkę krzyżują ,Peyton zabiera Lucasa do pokoju, w którym Lucas kiedyś jej się oświadczył. Powraca matka Brooke – Victoria, która chce odebrać córce firmę. Nathan robi coraz większe postępy w grze lecz doskwiera mu ból pleców. Millicent wyjeżdża z Mouthem do Omahy. Dan po wypadku budzi się w szpitalu przy nim jest Carrie (była niania Jamiego), która planuje go zabić. Później okazuje się, że szpital to dom Carrie i to ona potrąciła Dana. Carrie chce porwać Jamiego. Brooke zostaje napadnięta w swoim sklepie. W drugim odcinku Peyton i Lucas wracają do Tree Hill. Brooke jest strasznie pobita po napadzie w sklepie. Prawdę mówi tylko Deb. Okłamuje nawet Peyton, że niby spadła ze schodów. Quentin zostaje postrzelony na stacji benzynowej... i Lucas odbiera telefon, że Q nie żyje. Wszyscy bardzo przeżywają śmierć Quentina. Peyton wprowadza się do Lucasa. Deb uczy Brooke obsługiwać pistolet na strzelnicy. Carrie zwabia Haley i Jamiego do domu, w którym przetrzymuje Dana. Jednak nie udaje się jej porwać Jamiego. Dan strzela do Carrie, w wyniku czego ona umiera. Brooke jest nieszczęśliwa po napadzie na butik. Pod wpływem rozmowy z terapeutką jedzie spotkać się z Victorią. Ta oznajmia córce, że nie chciała mieć dzieci i żałuje, że ją urodziła. Zdenerwowana Brooke zrzeka się swoich udziałów w firmie na rzecz matki. Pojawia się Owen, który chce odzyskać Brooke. Brooke wyznaje prawdę o napadzie w butiku Peyton. Brooke przygarnia Sam, nastolatkę z trudnym charakterem. Owen nie umie zrozumieć postępowania Brooke, robi jej wyrzuty i zraża ją do siebie. Millicent wraca do Tree Hill, aby pomoc Brooke pozbierać się po oddaniu firmy. Mouth tęskni za Millie i przyjeżdża do Tree Hill, gdzie wraca do poprzedniej pracy. Mouth ku swojemu zaskoczeniu dostaje asystentkę, którą jest Gigi jego była dziewczyna. Millie jest zazdrosna o relacje łączące Moutha i Gigi. Nathan próbuje swoich sił w Slamball. Jednak po kilku rozegranych meczach rezygnuje uświadamiając sobie, iż styl tej gry jest zbyt brutalny i nie może sobie pozwolić na jakąkolwiek kontuzję, która spowoduje, że wróci na wózek. Haley zostaje zwolniona z pracy w szkole, po opublikowaniu eseju Sam. Lucas dostaje propozycję sfilmowania jego pierwszej powieści. Podpisuje kontrakt z producentem Julianem, który okazuje się być byłym facetem Peyton (z czasów po nieprzyjęciu oświadczyn Lucasa). Peyton ukrywa przed Lucasem prawdę, jednak ten dowiaduje się w końcu o tym. Peyton oświadcza Lucasowi, że spodziewa się jego dziecka. Ciąża, jednak okazuje się zagrożona. Sfilmowanie pierwszej powieści Lucasa komplikuje się, gdyż wytwórnia bankrutuje. Sam odkrywa kto napadł na Brooke w butiku. Okazuje się, że zrobił to brat Jacka (kolega Sam). Sam zostaje porwana przez brata Jacka. Brooke martwi się o Sam i zaczyna poszukiwania. W końcu odnajduje dziewczynę i wzywa policję, która odnajduje portfel, który należał do Quentina. Brooke i Julian zbliżają się do siebie, jednak Brooke nie potrafi otworzyć swojego serca bojąc się, że ktoś ją ponownie zrani. Brooke w końcu wyznaje miłość Julianowi i godzi się z matką. Millie i Mouth są razem i mieszkają w Tree Hill. Peyton i Lucas są razem szczęśliwi, Peyton zachodzi w ciążę i biorą ślub, którego udziela im Haley. Po ceremonii Peyton rodzi, co o mało nie kończy się jej śmiercią, a na świat przychodzi córeczka Lucasa i Peyton – Sawyer Brooke Scott. Nathan został przyjęty do NBA i będzie mógł grać blisko Tree Hill.

#### Odcinki serii szóstej
1. Touch Me I'm Going To Scream (1 września 2008)
2. One Million Billionth Of A Millisecond On A Sunday Morning (8 września 2008)
3. Get Cape. Wear Cape. Fly (15 września 2008)
4. Bridge Over Troubled Water (22 września 2008)
5. You've Dug Your Own Grave, Now Lie In It (29 września 2008)
6. Choosing My Own Way Of Life (13 października 2008)
7. Messin' With The Kid (20 października 2008)
8. Our Life Is Not A Movie Or Maybe (27 października 2008)
9. Sympathy For The Devil (3 listopada 2008)
10. Even Fairy Tale Characters Would Be Jealous (10 listopada 2008)
11. We Three (My Echo, My Shadow And Me) (17 listopada 2008)
12. You Have to Be Joking (Autopsy of the Devil's Brain) (24 listopada 2008)
13. Things a Mama Don't Know (5 stycznia 2009)
14. A Hand To Take Hold of The Scene (12 stycznia 2009)
15. We Change, We Wait (19 stycznia 2009)
16. Screenwriter's Blues (2 lutego 2009)
17. You And Me And The Bottle Makes Three Tonight (16 marca 2009)
18. Searching For A Former Clarity (23 marca 2009)
19. Letting Go (30 marca 2009)
20. I Would For You (20 kwietnia 2009)
21. A Kiss To Build A Dream On (27 kwietnia 2009)
22. Show Me How To Live (4 maja 2009)
23. Forever And Almost Always (11 maja 2009)
24. Remember Me As a Time of Day (18 maja 2009)

### Seria siódma: 2009–2010
- Emisja w Polsce: nie emitowano

Akcja sezonu siódmego rozgrywa się 14 miesięcy po ślubie Peyton i Lucasa, którzy wraz z córką wyjechali na stałe za granicę. Do Tree Hill wraca siostra Haley, Quinn, która porzuciła męża. Nathan nie podpisał jeszcze kontraktu na nowy sezon, ale pomaga mu jego przyjaciel i agent, Clay. Brooke i Julian są szczęśliwi, ich związek jest na odległość ze względu na pracę Juliana. Jednak bohater decyduje się zamieszkać z Brooke, rezygnując z filmu, który mógłby ukierunkować jego karierę. Na przyjęciu urodzinowym Jamiego pojawia się tajemnicza kobieta, która twierdzi, że spała z Nathanem i że może i chce to udowodnić, jednak cała sprawa ucichnie jeśli Scottowie zapłacą jej 200 tysięcy dolarów. Jednak nie chcą tego zrobić, ponieważ Haley i Clay wierzą Nathanowi, że nigdy nic nie zaszło między nim a tą kobietą. Mouth chce, aby Skills wyprowadził się z ich wspólnego mieszkania, jednak bohater boi się zaangażować w związek z Lauren, więc prosi, żeby mógł jeszcze zostać. Brooke i Millicent wynajmują słynną aktorkę, która ma promować nową linię Clotches Over Bro's. Jednak dziewczyna sprawia wiele kłopotów, między innymi podrywa Juliana i Claya. Dan Scott ciągle żyje i ma swój własny reality show, w którym
opowiada jak walczyć z poczuciem winy. Przedstawia też wszystkim swoją żonę – Rachel Gatinę .Alex, nowa modelka Brooke powoduje, że Millie musi wystąpić na pokazie Brooke jako modelka, co kończy się ogromnym sukcesem i zatrudnieniem Millicent jako pełnoetatowej modelki Clothes over Bro's. Alex zostaje zwolniona za podrywanie Juliana, jednak bohaterka jest autorką scenariusza nad którym razem z Julianem, pomimo jej zwolnienia pracują, co denerwuje Brooke. Millie chce schudnąć, zaczyna brać tabletki i narkotyki, oraz wymaga od Brooke ogromnej ilości pieniędzy za reprezentowanie CoB's. Przyjaciółki kłócą, się, pijana Millie zostaje aresztowana za prowadzenie po alkoholu, a Brooke odmawia jej pomocy. Od Millie powoli odwraca się także Mouth, który ma dość bycia ignorowanym w nowym życiu dziewczyny. Alex wyznaje Julianowi miłość, jednak on chce być z Brooke, która myśląc, że jest w ciąży dowiedziała się u lekarza, że nie może mieć dzieci. Julian przyjmuje wiadomość dobrze, jednak nie chcący mówi o całej sytuacji Alex, która wykorzystuje to w kłótni z Brooke. Związek bohaterów rozpada się. Clay zbliża się do Quinn i opowiada jej historię o swojej zmarłej żonie, Sarze. Bohater spędzając czas z Quinn nie załatwił kontraktu dla Nathana, w ten sposób został on bez drużyny. Przyjaciele kłócą się, a Nathan otrzymuje propozycję gry w Hiszpanii, którą zamierza przyjąć. W tym czasie Haley i Jamie wyjadą z Haley na jej trasę koncertową. Z pomocą Quinn i starych znajomości Clay stara się znaleźć nowy kontrakt dla Nathana. Nathan zamienia w ostatniej chwili Hiszpanię na kontrakt dla Bobcats w NBA. Dan rozwiązuje swoje show, wszystkie zarobione pieniądze przeznacza na cele charytatywne. Haley, Jimmy i Nathan wyjeżdżają w trasę koncertową. Brooke jest zazdrosna o Alex i odchodzi na jakiś czas od Juliana. Po powrocie z trasy koncertowej do Nathana, Haley i Quinn wprowadza się Taylor, ich siostra ze swoim nowym chłopakiem, którym okazuje się być David, były mąż Quinn, sytuacja doprowadza do rodzinnej awantury, Taylor wyprowadza się. Milli zostaje ponownie przyjęta do pracy w CoB's, wraca do domu Moutha. Brooke i Julian zrywają ze sobą, jednak zamierzają współpracować przy filmie, którego reżyserem będzie Julian. Brooke ma nowego projektanta – Alexandra. Clay daje Quinn klucze do swojego domu. Mama Haley umiera na raka. Brooke w końcu godzi się z Julianem. Chłopak po premierze swojego pierwszego filmu oświadcza się Brooke, która zgadza się za niego wyjść. W ostatnim odcinku tego sezonu Haley mówi, Nathanowi, że jest w ciąży. Oraz Katie dziewczyna podszywająca się pod zmarłą żonę Claya strzela do Quinn i do Claya.

#### Odcinki serii siódmej
1. 4:30 AM (Apparently They Were Traveling Abroad) (14 września 2009)
2. What Are You Willing to Lose (21 września 2009)
3. Hold My Hand as I'm Lowered (28 września 2009)
4. Believe Me, I'm Lying (5 października 2009)
5. Your Cheatin' Heart (12 października 2009)
6. Deep Ocean Vast Sea (19 października 2009)
7. I and Love and You (26 października 2009)
8. (I Just) Died In Your Arms (2 listopada 2009)
9. Now You Lift Your Eyes To The Sun (9 listopada 2009)
10. You Are A Runner and I Am My Father's Son (16 listopada 2009)
11. You Know I Love You, Don't You? (30 listopada 2009)
12. Some Roads Lead Nowhere (7 grudnia 2009)
13. Weeks Go By Like Days (18 stycznia 2010)
14. Family Affair (25 stycznia 2010)
15. Don't You Forget About Me (1 lutego 2010)
16. My Attendance Is Bad But My Intentions Are Good (8 lutego 2010)
17. At The Bottom Of Everything (15 lutego 2010)
18. The Last Day Of Our Acquaintance (22 lutego 2010)
19. Every Picture Tells a Story (26 kwietnia 2010)
20. Learning To Fall (3 maja 2010)
21. What’s In The Ground Belongs To You(10 maja 2010)
22. Almost Everything I Wish I’d Said The Last Time I Saw You(17 maja 2010)

### Seria ósma: 2010–2011
- Emisja w Polsce: nie emitowano

Chase umawia się z Alex, zaraz potem dostaje smsa od Mii, że ta żałuje rozstania. Jamie cieszy się, że będzie mieć rodzeństwo. Clay i Quinn leżą w szpitalu po postrzeleniu przez Katie – podszywającą się pod żonę Claya dziewczyną. Mają szanse na przeżycie dzięki temu, że znalazła ich Haley. Quinn szybko dochodzi do siebie, Clay potrzebuje przeszczepu nerki, inaczej umrze. Nathan decyduje się oddać mu swoją nerkę, mimo że wraz z tym będzie musiał zakończyć karierę koszykarską. Okazuje się, że nie może być dawcą, ale kończy karierę z powodu pogarszającego się stanu jego pleców. Clay otrzymuje nerkę od zmarłego chłopaka (z którym rozmawia w stanie zawieszenia pomiędzy życiem a śmiercią). Brooke decyduje się oddać wszystkie pieniądze swoim inwestorom. Sprzedaje firmę i wszystkie swoje dobra. Julian kręci film dokumentalny. Chase mówi na nim, że nie chce być ani z Mią, ani z Alex. Quinn wychodzi ze szpitala i kupuje broń. Kiedy Clay wraca do domu znajduje ją – prosi Quinn o przyjęcie zlecenia w Afryce. Dziewczyna godzi się. Kiedy wraca odnajduje Dana Scotta i mówi mu, że chce zabić Katie. Ostatecznie wyrzuca broń do oceanu. Nathan zostaje agentem w firmie Claya, ponieważ przyjaciel nie doszedł jeszcze do siebie po postrzale. Werbuje młodego baseballistę. Później okazuje się, że aby móc pracować jako agent musi uzyskać licencję, aby to zrobić potrzebuje świadectwa ukończenia studiów. W tym celu Nathan decyduje się pójść na studia, zapisuje się na zajęcia do prof. Kellermana, który jest bardzo wymagający i nie lubi Nathana. Katie wraca do Tree Hill, kiedy panuje sztorm i atakuje Quinn. Clay jest na wyjeździe służbowym. Quinn strzela do Katie i dzwoni na policję. Jamie ma wypadek z przyjaciółmi, kiedy wraz z nauczycielką wracają podczas sztormu z konkursu. Brooke kłóci się z Julianem i jeździ bez celu mimo sztormu. Dzięki temu znajduje Chucka, Madison i Jamiego na moście w rozbitym samochodzie. W samochodzie jest uwięziony Jamie, ponieważ zaciął się pas bezpieczeństwa. Nieprzytomna nauczycielka także tam jest. Brooke wyciąga z samochodu nauczycielkę i wysyła ich po pomoc, sama zostaje z Jamiem i próbuje go wyciągnąć. Nadjeżdża Julian i w tym momencie samochód jadący drogą potrąca uszkodzone auto. Brooke i Jamie wpadają do rzeki. Julian skacze, by im pomóc. Brooke prosi go, by najpierw wyciągnął chłopaka. Przez to ona sama o mały włos nie ginie. Julian i Brooke biorą ślub. Jamie i Haley są drużbami. Na weselu nie zjawia się ojciec Brooke. Alex chce nagrywać w Red Bedroom. Chase zostaje "starszym bratem" i opiekuje się Chuckiem. Clay i Nathan chcą podpisać kontrakt z utalentowanym graczem, którym okazuje się być synek Kellermana. Nathan przez przypadek w domu Kellermana znajduje samochód, który o mały włos nie zabił Brooke i Jamiego, oskarża o to swojego wykładowcę. Ten przyznaje się do winy, później jednak okazuje się, że to nie on, a jego syn jechał tej nocy samochodem. Brooke i Julian chcą adoptować dziecko, znajdują młodą dziewczynę, która chce im je dać, ostatecznie przy porodzie pojawia się jej chłopak, a ona sama rezygnuje z adopcji. W tym samym czasie Haley rodzi córeczkę, którą nazywa Lydia po swojej zmarłej matce. Brooke jest załamana, dostaje propozycję powrotu do CoB. Chase chce dostać się do Air Force, ale potrzebuje próbki moczu, nie może oddać swojej, więc prosi o pomoc Alex. Kiedy dzwoni do niego kobieta z wynikami badań, myśli, że Alex jest w ciąży okazuje się, że Brooke pomogła Alex i to Brooke jest w ciąży. Ciąża okazuje się być bliźniacza i na świat przychodzą dwaj synowie.

#### Odcinki serii ósmej
1. Asleep at Heaven's Gate (14 września 2010)
2. I Can't See You, But I Know You're There (21 września 2010)
3. The Space in Between (28 września 2010)
4. We All Fall Down (5 października 2010)
5. Nobody Taught Us to Quit (12 października 2010)
6. Not Afraid (19 października 2010)
7. Luck be a Lady (2 listopada 2010)
8. Mouthful of Diamonds (9 listopada 2010)
9. Between Raising Hell and Amazing Grace (16 listopada 2010)
10. Lists, Plans (30 listopada 2010)
11. Darkness on the Edge of Town (7 grudnia 2010)
12. The Drinks We Drank Last Night (25 stycznia 2011)
13. The Other Half of Me (1 lutego 2011)
14. Holding Out for a Hero (8 lutego 2011)
15. Valentine's Day is Over (15 lutego 2011)
16. I Think I'm Gonna Like It Here (22 lutego 2011)
17. The Smoker You Drink, The Player You Get (1 marca 2011)
18. Quiet Little Voices (19 kwietnia 2011)
19. Where Not to Look For Freedom (26 kwietnia 2011)[1]
20. The Man Who Sailed Around His Soul (3 maja 2011)[1]
21. Flightless Bird, American Mouth (10 maja 2011)[1]
22. This is My House, This is My Home (17 maja 2011)[1]

### Seria dziewiąta 2012
- Emisja w Polsce: nie emitowano

Clay zaczyna lunatykować i budzi się w różnych dziwnych miejscach. Do Tree Hill wraca Chris Keller, aby z polecenia wytwórni zająć się Red Bedroom Records. Haley jest temu przeciwna, jednak ostatecznie się zgadza. Alex wyjeżdża w trasę koncertową, porzucając Chase'a. Brooke myśli o stworzeniu nowej firmy wraz ze swoim ojcem, który, ku zaskoczeniu wszystkich, pojawił się na chrzcinach bliźniaków. Do Tree Hill wraca również Dan Scott, prosząc Haley i Nathana aby pozwolili mu na jakiś czas u nich zamieszkać, gdyż jego kafejka spłonęła. Nathan, w zastępstwie za Claya, wylatuje do Europy w poszukiwaniu nowych sportowych talentów. Mouth i Millie prowadzą własne poranne show. Tuż obok Karen's Cafe pojawia się nowa kawiarnia z wyjątkowo wrednym dla Brooke i Haley właścicielem. Julian dostaje propozycję wynajęcia swojego studia, podekscytowany zapomina o jednym z synów i zostawia go w rozgrzanym samochodzie. Na szczęście Davis jest cały, mimo tego Julian nie może poradzić sobie z poczuciem winy. Chris Keller zaprzyjaźnia się z Chasem, zyskuje też sympatię Chucka, o co Chase jest zazdrosny. Starając się pocieszyć po rozstaniu z Alex spotyka dziewczynę, która później okazuje się być dziewczyną Kellera, a także właścicielką konkurencyjnej kawiarni. Kłopoty Claya nasilają się, więc postanawia zacząć leczenie w ośrodku, gdzie poznaje 6-letniego chłopca, Logana. Tymczasem Nathan nie wraca z Europy, jak się okazuje – zostaje porwany. Hayley oskarża o to Dana. Ten jest jednak niewinny i, współpracując z Julianem, a później także Haley i Kellerem, robi wszystko, aby odnaleźć syna. Do Tree Hill przylatuje Lucas, aby zabrać ze sobą Jamiego i Lydię, dopóki Nathan się nie znajdzie. Z więzienia wychodzi Xavier – morderca Quentina i oprawca Brooke, zaczyna ją osaczać. Konflikt między kawiarniami narasta. Wraca ojciec Chucka. Chłopiec bardzo się cieszy, jednak Chase jest zaniepokojony. Jego obawy okazują się słuszne – mężczyzna często bije syna. Chase postanawia zrobić z tym porządek, czym naraża swoje stanowisko w Air Force. Clay dowiaduje się, że Logan jest jego synem. Jego mózg wykluczył to z pamięci po bolesnej śmierci Sary. Xavier atakuje Brooke, jednak w ostatniej chwili ratuje ją Tara – właścicielka kawiarni. Dan, Julian i Chris Keller ratują Nathana, jednak Dan zostaje postrzelony. Po pożegnaniu z rodziną przychodzi do niego Keith i Dan umiera. Clay i Quinn biorą ślub oraz oficjalnie stają się rodzicami Logana. Haley prowadzi festiwal Płonącej Łodzi. Julian wykupuje dawny dom Brooke. Tric świętuje 10 lat istnienia.

#### Odcinki serii dziewiątej
1. Know This, We've Noticed (11 stycznia 2012)
2. In the Room Where You Sleep (18 stycznia 2012)
3. Love the Way You Lie (25 stycznia 2012)
4. Don't You Want to Share the Guilt? (1 lutego 2012)
5. The Killing Moon (8 lutego 2012)
6. Catastrophe and the Cure (15 lutego 2012)
7. Last Known Surroundings (22 lutego 2012)
8. A Rush of Blood to the Head (29 lutego 2012)
9. Every Breath Is a Bomb (7 marca 2012)
10. Hardcore Will Never Die, But You Will (14 marca 2012)
11. Danny Boy" (21 marca 2012)
12. Anyone Who Had a Heart (28 marca 2012)
13. One Tree Hill (4 kwietnia 2012)

## Bohaterowie

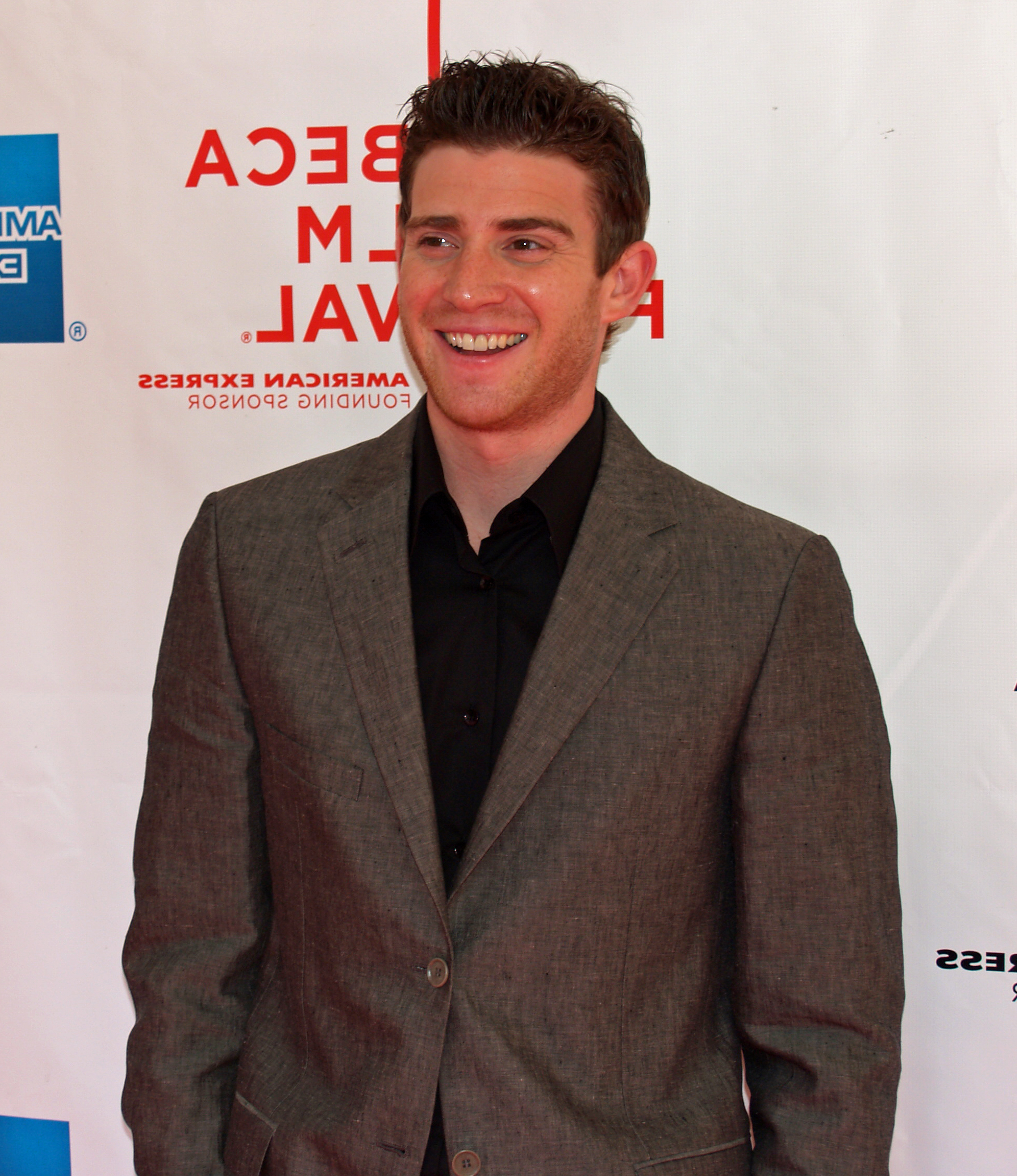
Bryan Greenberg, serialowy Jake Jagielski

- Lucas Eugene Scott (gra Chad Michael Murray)

Lucas Scott jest synem Dana Scotta i Karen Roe. Brat Nathana, mąż Peyton. Ojciec Lucasa w czasie jego dzieciństwa ani razu nie spróbował zbliżyć się do syna, porzucał jego matkę, gdy byli na studiach, i tam związał się z Deb. Lucas został wychowany samodzielnie przez Karen, od początku pomagał jej w tym Keith Scott – brat Dana. Lucas jest najlepszym przyjacielem Haley, był też chłopakiem Brooke. Bohater jest chory na HCM, mimo to nie chce rezygnować z gry w koszykówkę. Następnie Lucas pragnie zostać pisarzem, jeszcze w liceum pisze książkę, która będzie opowiadała o jego życiu, oraz życiu jego przyjaciół. Wkrótce zostanie mężem Peyton, zostaną rodzicami, niestety okazuje się, że Peyton może nie przeżyć tej ciąży, są również obawy, że może poronić.
- Nathan Royal Scott (gra James Lafferty)

Nathan Scott jest synem Dana i Debry (Deb) Scott. Brat Lucasa, oraz chłopak, a wkrótce mąż Haley najprzystojniejszy chłopak w całej szkole. Nathan jest najlepszym zawodnikiem szkolnej drużyny Ravens. Mimo początkowego zachowywania rezerwy do Lucasa, w kolejnych odcinka bracia stają się prawdziwymi przyjaciółmi, Nathan zmienia się na lepsze gdy poznaje Haley .Nathan ożenił się z Haley i mają syna Jamesa Lucasa Scotta oraz córkę (Lydia).
- Peyton Elizabeth Sawyer Scott (gra Hilarie Burton)

Peyton Scott jest żoną Lucasa adoptowaną córką marynarza Larry'ego Sawyera i Anny Rebecki Sawyer (zginęła ona w wypadku drogowym). Jest inteligentną i wrażliwą dziewczyną. Jej pasją jest malowanie obrazów, tworzenie grafik oraz dobra muzyka rockowa. Peyton razem z mamą Lucasa, prowadzi klub TRIC. Doskonale sobie radzi i już po krótkim czasie udaje jej się zorganizować koncerty znanych i lubianych zespołów, m.in. Fall Out Boy, Jimmy Eat World, czy Jack Manekin. W drugiej serii Peyton spotyka się ze swoją biologiczną matką Ellie, która jest chora na raka. 3 sezon to najgorszy okres w jej życiu. Bez Lucasa, Ellie umiera, Brooke jest zajęta chłopakiem. 4 sezon to głównie przyjaźń i związek z Lucasem. W 5 sezonie praktycznie jej życie toczy się monotonnie bez Lucasa (jest związany z Lindsey) W sezonie szóstym uczucia Lucasa i Peyton odżywają, a później spodziewają się dziecka. Jednak jest to ciąża zagrożona. Nie wiadomo czy Peyton nie umrze...
- Haley James Scott (gra Bethany Joy Lenz)

Haley jest żoną Nathana i najlepszą przyjaciółką Lucasa. Jest nieśmiałą, posłuszną dziewczyną. Pracuje w kafejce Karen. Z niechęcią zgadza się pomagać Nathanowi w lekcjach. Z czasem zmienia zdanie. Wkrótce rodzi się między nimi uczucie. Biorą ślub, mimo krytycznych uwag rodziców chłopaka. Harmonię ich małżeństwa burzy Chris Keller. Haley wyjeżdża z nim na tournée muzyczne, z nadzieją na zrobienie kariery. Kiedy wraca, jej sytuacja z Nathanem nie wygląda najlepiej. Chłopak stracił do niej zaufanie i zamiast spędzić z nią wakacje, wyjechał na obóz koszykarski. Wkrótce pogodzili się i ponownie wzięli ślub, tym razem z udziałem rodziny i przyjaciół. W czwartym sezonie Haley urodziła synka, Jamesa Lucasa.
- Dan (Daniel) Scott (gra Paul Johansson)

Dan Scott jest ojcem Nathana i Lucasa. Był związany z Karen Roe, ale ostatecznie został mężem Deb. Jest bratem Keitha. W szkole średniej Dan był świetnie się zapowiadającym sportowcem, ale kontuzja spowodowana na boisku ostatecznie odsunęła go od koszykówki. Ojciec próbuje teraz przelać swoje ambicje i plany na syna Nathana. Gdy Dan przyłapie Deb z Keithem w łóżku, w kolejnych odcinkach będzie próbował zemścić się na bracie, aż w końcu go zamorduje.
- Brooke Penelope Davis (gra Sophia Bush)

Brooke jest najlepszą przyjaciółką Peyton i kapitanem zespołu szkolnych cheerleaderek. Jest inteligentną dziewczyną i łatwo nawiązującą kontakty, ale "seks bez zobowiązań" nie jest dla niej problemem. W kolejnych odcinkach dziewczyna staje się bardziej ustabilizowana i bardzo troszczy się o innych. Zostaje słynną projektantką mody.
- Jake Jagielski (gra Bryan Greenberg)

Jake gra w szkolnym zespole koszykówki m.in. z Nathanem i Lucasem. Samotnie wychowuje swoją córeczkę Jenny Jagielski. Jej matka – Nikki zostawiła ją. W drugim sezonie Jake i Peyton przez krótki czas są parą.
- Deborah (Deb) Helen Scott (gra Barbara Alyn Woods)

Deb Scott jest żoną Dana Scotta, z którym ma syna Nathana. Małżeństwo Deb i Dana to bardziej związek z rozsądku. Pobrali się na uniwersytecie, gdy okazało się, że Deb jest w ciąży. Będąca pod silną presją męża, w pewnym momencie chce się z nim rozwieść, jednak atak serca Dana zmusza ją do opieki nad chorym mężem. Deb zaczęła nadużywać silne środki przeciwbólowe przepisane Danowi – spodziewała się, że dadzą jej spokój i ucieczkę od domowych problemów.
- Karen Roe (gra Moira Kelly)

Karen jest matką Lucasa. W młodości Karen związana była z Danem, ale ten nie chciał się opiekować Lucasem, przez co całą odpowiedzialność za syna poniosła matka. W opiece nad Lucasem pomagał jej Keith. Partnerką Karen w interesach jest Deb. W czwartej serii urodziła Keithowi córkę – Lily.
- Marvin "Mouth" McFadden (gra Lee Norris)

Jest przyjacielem Lucasa. Przyjaźni się także z Brooke, do której czuje coś więcej niż tylko przyjaźń. W przyszłości chciałby zostać komentatorem sportowym, a na razie relacjonuje mecze Ravensów.
- Trener Brian "Whitey" Durham (gra Barry Corbin)

Whitey jest trenerem Ravensów. Po śmierci żony, Camilli, zdał sobie sprawę, że zbytnio poświęcił się koszykówce i za mało czasu spędził z małżonką. W trudnych chwilach może liczyć na pomoc i wsparcie podopiecznych z drużyny oraz przyjaciół.
- Antwon "Skills" Taylor (gra Antwon Tanner)

Jest przyjacielem Lucasa. W kolejnych sezonach dołącza do drużyny Ravensów.
- Keith Scott (gra Craig Sheffer)

Starszy brat Dana. Keith opiekował się Lucasem, dla którego był "przybranym" ojcem. Od lat zakochany w Karen – matce Lucasa. Miał się z nią ożenić, jednak został zamordowany przez swojego brata Dana Scotta. Ma dziecko z Karen – Lily. Nigdy jej nie zobaczył.
- James Lucas Scott (gra Jackson Brundage)

Syn Haley i Nathana. Jest to mały i bardzo mądry chłopiec. Swoją inteligencję odziedziczył po mamie ale dostał także talent i po tacie, już w wieku 5 lat potrafił bez problemu rzucić piłką do prawdziwego kosza. Ten uroczy chłopiec swoim uśmiechem potrafi uzyskać wszystko.

## Emisja serialu
| Kraj                         | Tytuł                                                  | Kanał telewizyjny                                                                           | Czas emisji                                        |
| ---------------------------- | ------------------------------------------------------ | ------------------------------------------------------------------------------------------- | -------------------------------------------------- |
| Polska                       | Pogoda na miłość                                       | TVN                                                                                         |                                                    |
| Ameryka Łacińska             |                                                        | FOX LIFE                                                                                    | poniedziałek 21:00                                 |
| Arabia Saudyjska             |                                                        | Orbit America Plus                                                                          |                                                    |
| Australia                    | One Tree Hill                                          | FOX 8                                                                                       | czwartek 19:30                                     |
| Belgia                       | One Tree Hill                                          | Kanaal 2 (j. niderlandzki); VT4 (stare odcinki)                                             |                                                    |
| Belgia                       | Les Frères Scott (pl: Bracia Scott)                    | Plug TV (j. francuski)                                                                      |                                                    |
| Brazylia                     | One Tree Hill                                          | FOX Life                                                                                    | wtorek 21:00                                       |
| Brazylia                     | Lances da Vida (pl: Rzuty życia)                       | SBT                                                                                         | niedziela 11:00.                                   |
| Bułgaria                     | Самотно дърво на хълма (pl: Samotne drzewo na wzgórzu) | Kanal 1                                                                                     |                                                    |
| Chorwacja                    | Tree Hill                                              | HRT2                                                                                        | od poniedziałku do piątku 16:25                    |
| Dania                        | One Tree Hill                                          | TV3                                                                                         |                                                    |
| Egipt                        |                                                        | One TV                                                                                      | czwartek 15:00 i 23:00, piątek 10:30 i 20:00       |
| Filipiny                     | One Tree Hill                                          | ETC, Star World i RPN                                                                       |                                                    |
| Finlandia                    | Tunteet Pelissä (pl: Gra uczuć)                        | SubTV                                                                                       |                                                    |
| Francja                      | Les Frères Scott (pl: Bracia Scott)                    | TF1                                                                                         | sobota 15:40                                       |
| Grecja                       | Φίλοι για πάντα (pl: Przyjaciele na zawsze)            | STAR                                                                                        | sobota 15:30.                                      |
| Hiszpania                    | One Tree Hill                                          | TVE2 Cosmopolitan TV FOX                                                                    |                                                    |
| Holandia                     | One Tree Hill                                          | Net 5                                                                                       |                                                    |
| Hongkong                     |                                                        | Star World i Now Broadband TV                                                               |                                                    |
| Islandia                     |                                                        | Skjáreinn                                                                                   |                                                    |
| Indie                        |                                                        | Star World                                                                                  |                                                    |
| Indonezja                    |                                                        | Jak-TV                                                                                      |                                                    |
| Irlandia                     |                                                        | TG4                                                                                         | poniedziałek 21:05                                 |
| Izrael                       | (Migrash Beyti) מגרש ביתי (pl: Domowe Sądy)            | yes Weekend (sezon 1-2) yesSTARS (sezon 3); yes stars 1 (sezon 4) Israel 10 (stare odcinki) | czwartek 21:15.                                    |
| Kanada                       | Les Frères Scott (pl: Bracia Scott), One Tree Hill     | CH, NTV i Fox44                                                                             |                                                    |
| Kenia                        |                                                        | Kenya Television Network                                                                    |                                                    |
| Malezja                      |                                                        | 8TV i Star World na satelicie ASTRO                                                         | 8TV – sobota 21:30.                                |
| Malediwy                     |                                                        | Star World                                                                                  |                                                    |
| Meksyk                       | One Tree Hill                                          | FOX LA                                                                                      |                                                    |
| Niemcy                       | One Tree Hill                                          | VOX                                                                                         | poniedziałek – piątek 16:00                        |
| Nowa Zelandia                |                                                        | TV2                                                                                         | niedziela 14:00                                    |
| Norwegia                     | One Tree Hill                                          | TVNorge                                                                                     | niedziela 19:10                                    |
| Pakistan                     |                                                        | Orbit Network on America Plus Channel                                                       | wtorek 23:00                                       |
| Panama                       | Hermanos Rebeldes (pl: Zbuntowani bracia)              | TVMax                                                                                       |                                                    |
| Quebec                       | Les Frères Scott (pl: Bracia Scott)                    | VRAK.TV; Fox44's WB Time                                                                    |                                                    |
| Południowa Afryka            |                                                        | GO                                                                                          | Czwartek 18:30                                     |
| Rosja                        | Холм Одного Дерева (pl: Wzgórze samotnego drzewa)      | NTV                                                                                         |                                                    |
| Rumunia                      | Ruleta destinului (pl: Losy na ruletce)                | Pro Cinema                                                                                  |                                                    |
| Serbia                       |                                                        | FOX Srbija                                                                                  |                                                    |
| Singapur                     |                                                        | Star World                                                                                  |                                                    |
| Stany Zjednoczone            | One Tree Hill                                          | The WB (2003–2006); The CW (od 2006)                                                        | poniedziałek 21:30                                 |
| Szwajcaria                   | Les Frères Scott (pl:Bracia Scott)                     | TSR2 (j.francuski); TSI1 (j.włoski)                                                         |                                                    |
| Szwecja                      | One Tree Hill                                          | Kanal 5                                                                                     |                                                    |
| Tajlandia                    |                                                        | Star World                                                                                  | czwartek 21:00                                     |
| Tajwan                       |                                                        | CTS                                                                                         |                                                    |
| Turcja                       |                                                        | CNBC-e                                                                                      |                                                    |
| Węgry                        | Tuti Gimi (pl: Fajna Szkoła Średnia)                   | RTL Klub                                                                                    |                                                    |
| Wielka Brytania              |                                                        | E4 and Channel 4                                                                            | poniedziałek 21:00                                 |
| Włochy                       |                                                        | Rai Due                                                                                     | od poniedziałku do piątku 17:15.                   |
| Zjednoczone Emiraty Arabskie |                                                        | Dubai 1                                                                                     | czwartek 16:00 i 24:00, piątek 23:30, sobota 21:00 |

## Nagrody i nominacje
| Rok  | Nagroda                                                                                              |
| ---- | --- |
| 2004 | Teen Choice Award – Choice Breakout Movie Star – Male (Chad Michael Murray)                          |
| 2004 | Teen Choice Award – nominacja – Choice Breakout TV Show                                              |
| 2004 | Teen Choice Award – nominacja – Choice Breakout TV Star – Female (Hilarie Burton i Bethany Joy Lenz) |
| 2004 | Teen Choice Award – nominacja – Choice Breakout TV Star – Male (James Lafferty)                      |
| 2004 | Teen Choice Award – nominacja – Choice TV Actor – Drama/Action Adventure (Chad Michael Murray)       |
| 2004 | Teen Choice Award – nominacja – Choice TV Actress – Drama/Action Adventure (Hilarie Burton)          |
| 2004 | Teen Choice Award – nominacja – Choice TV Show – Drama/Action Adventure                              |
| 2004 | Teen Choice Award – nominacja – Choice TV Sidekick (Bethany Joy Lenz)                                |
| 2005 | Teen Choice Award – nominacja – Choice TV Actor: Drama (Chad Michael Murray)                         |
| 2005 | Teen Choice Award – nominacja – Choice TV Actress: Drama (Hilarie Burton i Sophia Bush)              |
| 2005 | Teen Choice Award – nominacja – Choice TV Breakout Performance – Male (Tyler Hilton)                 |
| 2005 | MTV – wygrana – Najbardziej pożądana kobieta – (Sophia Bush)                                         |
| 2005 | Teen Choice Award – nominacja – Choice TV Chemistry (Chad Michael Murray, James Lafferty)            |
| 2005 | Teen Choice Award – nominacja – Choice TV Parental Units (Moira Kelly)                               |
| 2005 | Teen Choice Award – nominacja – Choice TV Show: Drama                                                |
| 2006 | Teen Choice Award – nominacja TV – Choice Actor: Drama/Action Adventure (Chad Michael Murray)        |
| 2006 | Teen Choice Award – nominacja – TV – Choice Actress: Drama/Action Adventure (Sophia Bush)            |
| 2006 | Teen Choice Award – nominacja – TV – Choice Drama/Action Adventure Show                              |
| 2006 | Image Award – nominacja – Outstanding Directing in a Dramatic Series (Janice Cooke-Leonard)          |